# Atco Records
La Atco Records è stata una casa discografica statunitense attiva dagli anni '50 e '60. Dopo un periodo di attività è stata riattivata come etichetta dalla Warner Music Group e, dal 2006, in collaborazione con la Rhino Records. Atco è una abbreviazione di ATlantic COrporation.

## Storia

### Inizi
La Atco Records fu fondata nel 1955 da Herb Abramson come sottoetichetta della Atlantic Records. La Atco si occupò, fino al 1968, di dischi di genere blues, jazz e R&B/soul.
Nei tardi anni ottanta iniziò a distribuire anche per altre case discogrtafiche come la RSO Records, la Stax Records, la Volt Records, la Rolling Stones Records e la Ruthless Records, dedicandosi così anche ad altri generi musicali.
I principali artisti di quei tempi erano Bobby Darin, The Coasters, Ben E. King, Otis Redding, Acker Bilk, Nino Tempo e April Stevens, Sonny and Cher, Bee Gees, Bad Company, Lulu), Blind Faith, Buffalo Springfield, Cream, Iron Butterfly, Vanilla Fudge, Enuff Z'Nuff, Pantera, AC/DC, Eric Clapton, INXS, Pete Townshend, Yes, Michel'le, Peter Gabriel e Genesis.

## Il declino
L'ultima hit pubblicata dalla Atco fu "If Wishes Came True" delle Sweet Sensation nel 1990. Infatti nel 1991 la Atlantic vendette la Atco alla Eastwest Records e l'etichetta si inglobò interamente con la Eastwest perdendo la sua autonomia. La Atco era quasi totalmente scomparsa

## Ritorno
Nel 2006 la Warner Music Group riattivò la Atco Records come etichetta unita alla Rhino Records. Attualmente la sede della Atco è situata a Los Angeles, California.